# Тумшинка
Тумшинка — река в России, протекает по территории Яранского и Пижанского районов Кировской области. Устье реки находится в 16 км по левому берегу реки Шуда. Длина реки составляет 11 км.
Исток реки в Яранском районе юго-восточнее деревни Савичи. Течёт на восток, протекает деревню Тумша и  село Безводное, в черте которого на реке плотина и запруда. Впадает в Шуду на восточных окраинах Безводного.

## Данные водного реестра
По данным государственного водного реестра России относится к Камскому бассейновому округу, водохозяйственный участок реки — Вятка от города Котельнич до водомерного поста посёлка городского типа Аркуль, речной подбассейн реки — Вятка. Речной бассейн реки — Кама.
По данным геоинформационной системы водохозяйственного районирования территории РФ, подготовленной Федеральным агентством водных ресурсов:
- Код водного объекта в государственном водном реестре — 10010300412111100037211
- Код по гидрологической изученности (ГИ) — 111103721
- Код бассейна — 10.01.03.004
- Номер тома по ГИ — 11
- Выпуск по ГИ — 1